# Girolamo Mattei Orsini
Girolamo Mattei Orsini (Montenero Sabino, 2 novembre 1672 – Roma, 25 febbraio 1740 o 23 febbraio 1746) è stato un arcivescovo cattolico, letterato e diplomatico italiano.

## Biografia
Membro della nobile famiglia romana dei Mattei, nacque a Montenero Sabino il 2 novembre 1672 da Mario Mattei Orsini, secondo duca di Paganica e primo duca di Montenero, e Anna Francesca Vigevani. Era fratello di Giuseppe II Mattei Orsini, terzo e ultimo duca di Paganica.
Cominciò la sua carriera ecclesiastica come abate negli anni ottanta del Seicento. Nel 1690 fu, con lo pseudonimo di Licota Ostracinio, tra i primi membri dell'Accademia dell'Arcadia, che si riuniva, su suo invito, nei giardini della sua villa di famiglia, presso San Pietro in Vincoli.
Si laureò in utroque iure presso l'archiginnasio della Sapienza di Roma il 15 marzo 1692.
Il 30 aprile 1694, fu nominato protonotario apostolico e referendario della Segnatura apostolica, iniziando a svolgere vari incarichi governativi nel Lazio e, soprattutto, nelle Marche: fu governatore di Tivoli dal 1694 al 1696, di San Severino dal 1696 al 1697, di Fano dal 1697 al 1701, di Camerino dal 1701 al 1703, di Ascoli dal 1703 al 1705, di Fermo dal 1705 al 1706.
Dal 30 settembre 1706, fu membro del collegio dei chierici della Camera apostolica.
Nel 1708 fu nominato nunzio apostolico nel Granducato di Toscana, presso il granduca Cosimo III de' Medici, ricevendo in concomitanza l'elevazione all'episcopato e la sede titolare di Nicomedia in Bitinia.
Nel 1710 fu trasferito alla nunziatura apostolica nella Repubblica di Venezia, e al contempo la sua sede arcivescovile fu trasferita a quella di Nazareth, diocesi allora unita a quelle di Canne e Monteverde. Durante il suo soggiorno veneziano, gli fu dedicato da Giovanni Gabriele Ertz il primo volume delle Opere dell’aretino Francesco Redi. Di recente, il nome di Girolamo Mattei Orsini è stato posto in relazione, seppure in modo poco convincente, alla messinscena, al Teatro Sant’Angelo, del dramma per musica Armida in Damasco, del 17 ottobre 1711.
Il 21 novembre 1712, come ricompensa per l'ottimo lavoro svolto come nunzio, papa Clemente XI lo promosse ad arcivescovo e principe di Fermo, nella quale si recò un anno dopo, al termine della sua nunziatura veneta. Il 17 ottobre 1714, ricevette ufficialmente il pallio.
In un periodo imprecisato del suo episcopato fermano, fece alcuni interventi di abbellimento nella cattedrale di Santa Maria Assunta, "soprattutto nella cappella del Sacramento, nella quale rinnovò il pavimento con lastre di marmo e la decorò con stucchi a rilievo che aveva visto in uso quando era legato in Veneto".
Il 15 marzo 1715, fu parte del tribunale ecclesiastico che dichiarò serva di Dio la monaca clarissa Angela Benedetta Bongiovanni.
Nel 1720, fece ricostruire il seminario arcivescovile di Fermo (che era stato distrutto da un incendio nel 1714), fondò il Monte Frumentario e istituì un convitto delle suore del Bambin Gesù per l'educazione delle bambine e delle ragazze meno abbienti della sua diocesi.
Nel 1721, affidò al parroco di Morrovalle la gestione delle offerte fatte dai pellegrini presso il locale santuario della Madonna della Quercia.
Il 26 maggio 1722, fu a Roma come concelebrante nell'ordinazione episcopale di Juan Álvaro Cienfuegos Villazón.
Il 2 ottobre 1724, a causa del deterioramento del proprio stato di salute, rassegnò a papa Benedetto XIII le dimissioni dal suo ruolo di arcivescovo e rientrò a Roma.
Dal 1725 fu nominato assistente al Soglio Pontificio, carica in virtù della quale ottenne anche i titoli di conte romano e conte del Palazzo Apostolico.
Nonostante la sua brillante carriera ecclesiastica e nonostante il suo nome fosse stato a lungo accostato alla porpora cardinalizia sotto i pontificati di Clemente XI e Innocenzo XIII, non ottenne mai l'elevazione a cardinale, con suo grande rammarico.
Morì a Roma il 25 febbraio 1740. Altre fonti riportano invece il 23 febbraio 1746 come data di morte. Fu sepolto nella cappella di famiglia nella chiesa di San Francesco a Ripa.

## Ascendenza
|                                            |   |                 | Genitori                   |  |  | Nonni |  |  | Bisnonni                                |  |  | Trisnonni    |  |
|                                            |   |                 |                            |  |  |       |  |  | Mario Mattei Orsini, barone di Paganica |  |  | Fabio Mattei |  |
|                                            |   |                 |                            |  |  |       |  |  | Mario Mattei Orsini, barone di Paganica |  |  | Fabio Mattei |  |
|                                            |   | Faustina Orsini |                            |  |  |       |  |  | Mario Mattei Orsini, barone di Paganica |  |  |              |  |
| Giuseppe Mattei Orsini, I duca di Paganica |   |                 |                            |  |  |       |  |  | Mario Mattei Orsini, barone di Paganica |  |  |              |  |
|                                            |   | Prudenza Cenci  | Ludovico Cenci             |  |  |       |  |  |                                         |  |  |              |  |
|                                            |   | Prudenza Cenci  | Ludovico Cenci             |  |  |       |  |  |                                         |  |  |              |  |
|                                            |   | Prudenza Cenci  | Laura Lante della Rovere   |  |  |       |  |  |                                         |  |  |              |  |
| Mario Mattei Orsini, II duca di Paganica   |   | Prudenza Cenci  |                            |  |  |       |  |  |                                         |  |  |              |  |
|                                            |   | Massimo Massimo | Orazio Massimo             |  |  |       |  |  |                                         |  |  |              |  |
|                                            |   | Massimo Massimo | Orazio Massimo             |  |  |       |  |  |                                         |  |  |              |  |
|                                            |   | Massimo Massimo | Faustina Frangipane        |  |  |       |  |  |                                         |  |  |              |  |
| Lucrezia Massimo                           |   | Massimo Massimo |                            |  |  |       |  |  |                                         |  |  |              |  |
|                                            |   | Giulia Naro     | Fabrizio Naro              |  |  |       |  |  |                                         |  |  |              |  |
|                                            |   | Giulia Naro     | Fabrizio Naro              |  |  |       |  |  |                                         |  |  |              |  |
|                                            |   | Giulia Naro     | Olimpia Lante della Rovere |  |  |       |  |  |                                         |  |  |              |  |
| Girolamo Mattei Orsini                     |   | Giulia Naro     |                            |  |  |       |  |  |                                         |  |  |              |  |
|                                            | … | …               |                            |  |  |       |  |  |                                         |  |  |              |  |
|                                            | … | …               |                            |  |  |       |  |  |                                         |  |  |              |  |
|                                            | … | …               |                            |  |  |       |  |  |                                         |  |  |              |  |
| Girolamo Vigevani                          | … |                 |                            |  |  |       |  |  |                                         |  |  |              |  |
|                                            |   | Cleria Catanei  | …                          |  |  |       |  |  |                                         |  |  |              |  |
|                                            |   | Cleria Catanei  | …                          |  |  |       |  |  |                                         |  |  |              |  |
|                                            |   | Cleria Catanei  | …                          |  |  |       |  |  |                                         |  |  |              |  |
| Anna Francesca Vigevani                    |   | Cleria Catanei  |                            |  |  |       |  |  |                                         |  |  |              |  |
|                                            |   | …               | …                          |  |  |       |  |  |                                         |  |  |              |  |
|                                            |   | …               | …                          |  |  |       |  |  |                                         |  |  |              |  |
|                                            |   | …               | …                          |  |  |       |  |  |                                         |  |  |              |  |
| Paola Sciamanna                            |   | …               |                            |  |  |       |  |  |                                         |  |  |              |  |
|                                            |   | …               | …                          |  |  |       |  |  |                                         |  |  |              |  |
|                                            |   | …               | …                          |  |  |       |  |  |                                         |  |  |              |  |
|                                            |   | …               | …                          |  |  |       |  |  |                                         |  |  |              |  |
|                                            |   | …               |                            |  |  |       |  |  |                                         |  |  |              |  |